# (131323) 2001 GE11
2001 جي إي 11 (ويعرف أيضًا باسم (131323) 2001 جي إي 11 وفق تسمية الكوكب الصغير) (بالإنجليزية: 2001 GE11)‏ هو كويكب ضمن حزام الكويكبات؛ وترتيبه 131323 من حيث الاكتشاف.
اكتُشف هذا الجُرم الفلكي بواسطة تعقب الأجرام القريبة من الأرض في 15 أبريل 2001.

## وصلات خارجية
- (131323) 2001 GE11 في قاعدة بيانات مختبر الدفع النفاث لأجرام النظام الشمسي الصغيرة

- الاكتشاف · مخطط المدار ·  العناصر المدارية · المعلمات المادية

- (131323) 2001 GE11 على موقع ويكي سكاي: DSS2, SDSS, GALEX, IRAS, Hydrogen α, X-Ray, Astrophoto, Sky Map, Articles and images